# Мілецький Авраам Мойсейович
Авраа́м Мойсе́йович Міле́цький (нар. 10 березня 1918, Київ — пом. 16 червня 2004, Ашкелон, Ізраїль) — український архітектор, член спілки архітекторів СРСР, почесний член Академії архітектури України, доцент Київського державного художнього інституту, лауреат Державної премії СРСР за будівництво Палацу піонерів і школярів (1967). Один з найважливіших архітекторів Києва другої половини XX століття. Пропонент нео-модернізму.

## Біографія
Народився 10 березня 1918 у Києві. Навчався у Київській школі номер 79. У 1941 році здобув вищу освіту у Київському інженерно-будівельному інституті, навчався у Йосипа Каракіса, керівником диплому у Мілецького був Володимир Заболотний. Батько помер у 1934 році, мати і бабуся загинули в Бабиному Яру.
Протягом 1941–1945 брав участь у Другій світовій війні. Після навчання в московській воєнно-інженерній академії, брав участь у воєнних діях як військовий технік другого рангу, а потім — заступник командира саперної роти.
У 1946 році почав працювати в Управлінні державних архітектурних майстерень в майстерні Анатолія Добровольського. З 1950 року працював головним архітектором проєктів, а з 1979 — керівником архітектурної майстерні № 11 ГУ «Київпроект». Протягом 1985–1989 років працював на посаді головного архітектора проєктів майстерень № 6 ГУ «Київпроект».
Автор книг "Парк-музей 'Древний Киев' " і «Наплывы памяти».
Був близьким другом письменника Віктора Некрасова.
Через антисемітську кампанію і блокування реалізації проєктів емігрував у 1991 році в Ізраїль і помер у Ашкелоні 16 червня 2004 року.

## Основні роботи[2]
- Монумент на місці зустрічі радянських та американських військ у Торгау на Ельбі, Німеччина, (1945);
- Ремісниче училище на Подолі (Кирилівська, 9) у Києві у співавторстві з Олександром Малиновським (1952);
- Зала Президії ЦК КП України. Автори  — Анатолій Добровольський, Авраам Мілецький;
- Парк Вічної Слави воїнам Великої Вітчизняної війни з обеліском Невідомому солдату у Києві (1957);
- «Готель Москва» у Києві (теперішня назва  — готель «Україна») (1961) у співавторстві;
- Комплексна забудова автодороги Київ—Харків—Ростов-на-Дону (1954);
- Автовокзал у Харкові у співавторстві з А. Крикіним ;
- Пам'ятник у Ново-Петрівцях на честь форсування Дніпра у 1943 році;
- Центральний автовокзал у Києві (1957—1961) у співавторстві з Едуардом Більським художниками-монументалістами Адою Рибачук і Мельниченко Володимиром;
- Палац піонерів і школярів у Києві(1959—1963) у співавторстві з Едуардом Більським, художниками-монументалістами Адою Рибачук і Мельниченко Володимиром. За проєкт отримав державну премію СРСР у 1967 році;
- Комплекс споруд Київського крематорію на Байковому кладовищі (1967—1982) у співавторстві з художниками-монументалістами Адою Рибачук і Мельниченко Володимиром;
- Поліклініка Спілки письменників України у Києві на Рейтарській вулиці (1986);
- Готель «Салют» на площі Слави у Києві (1984) у співавторстві з Н. Слогоцькою, і Валентиною Шевченко;
- Інженерно-лабораторний корпус Міністерства дорожного будівництва УРСР у Києві, у співавторстві з архітектором Н. І. Слогоцькою, інженерами А. Прицкером, Л. Резницькою, Д. Чужим та ін., (1971);
- Лінійний дорожньо-експлуатаційний вузол на Теремках (1973);
- Історико-археологічний та архітектурний комплекс парк-музей «Древній Київ» (1967—1989);
- Проєкт реконструкції забудови урочищ Гончарі-Кожум'яки (1980-ті);
- Реконструкція Андріївського узвозу, Київ (1982);
- Проєкт пам'ятника філософу Григорію Сковороді на Контрактовій площі (не реалізовано, встановлено інший пам'ятник)
- Пам'ятник поету Павлу Тичині;
- Пейзажна алея

## Відгуки про архітектора
За словами Миколи Дьоміна спадщина Авраама Мілецького є визначальною для післявоєнної радянської архітектури Києва. 
Несправедливо, на мій погляд, ці об'єкти не віднесені до сих пір до пам'ятників архітектури, хоча, безумовно, є пам'ятками архітектури своєї епохи. 

## Конкурсні проєкти
- Пам'ятник в Бабиному Яру, перший і другий тури (1967)
- Музей Леніна в Києві (1980)

## Галерея робіт

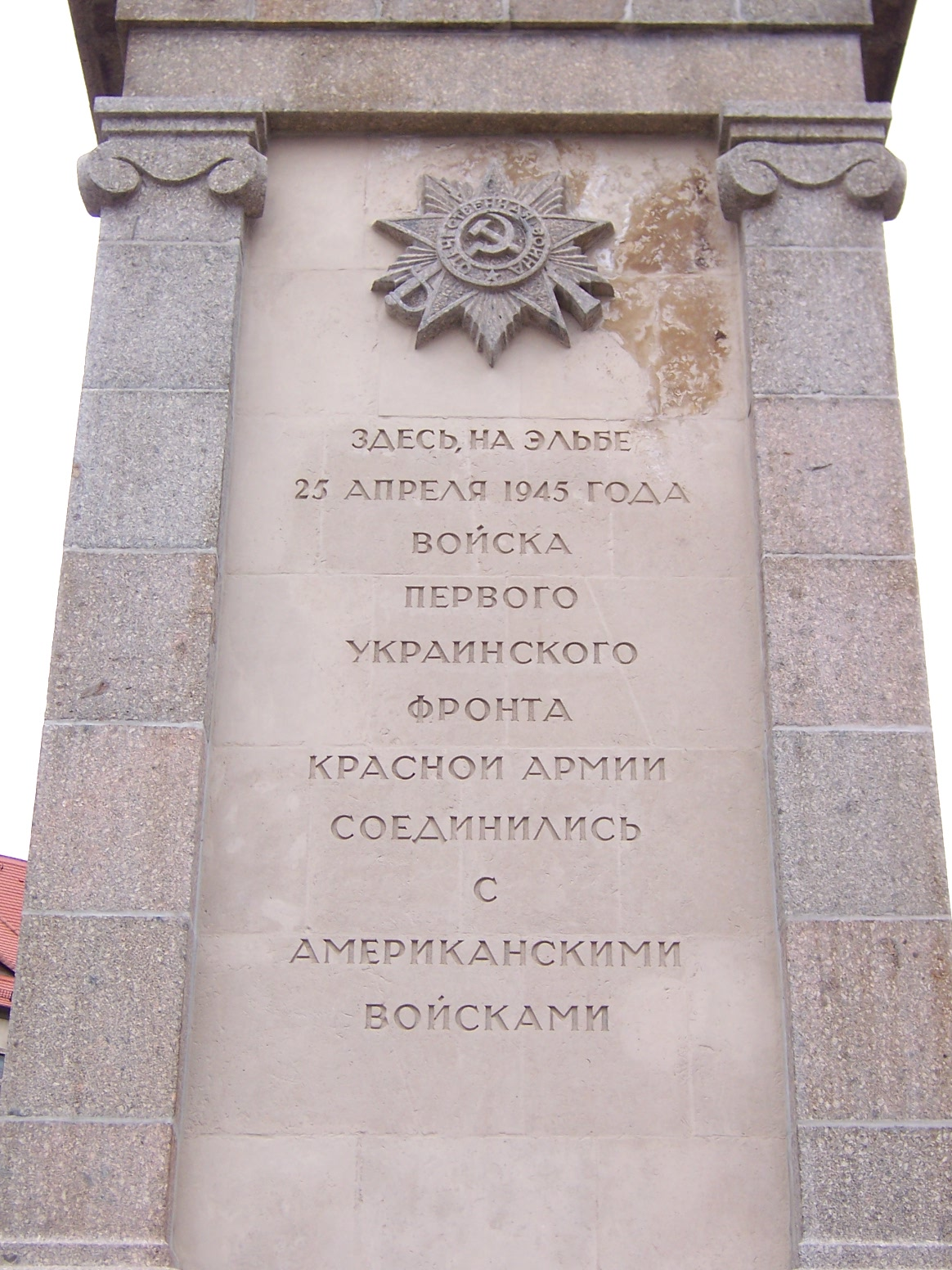
Монумент на місці зустрічі радянських та американських військ у Торгау
Готель «Україна» у Києві (колишній готель «Москва»)
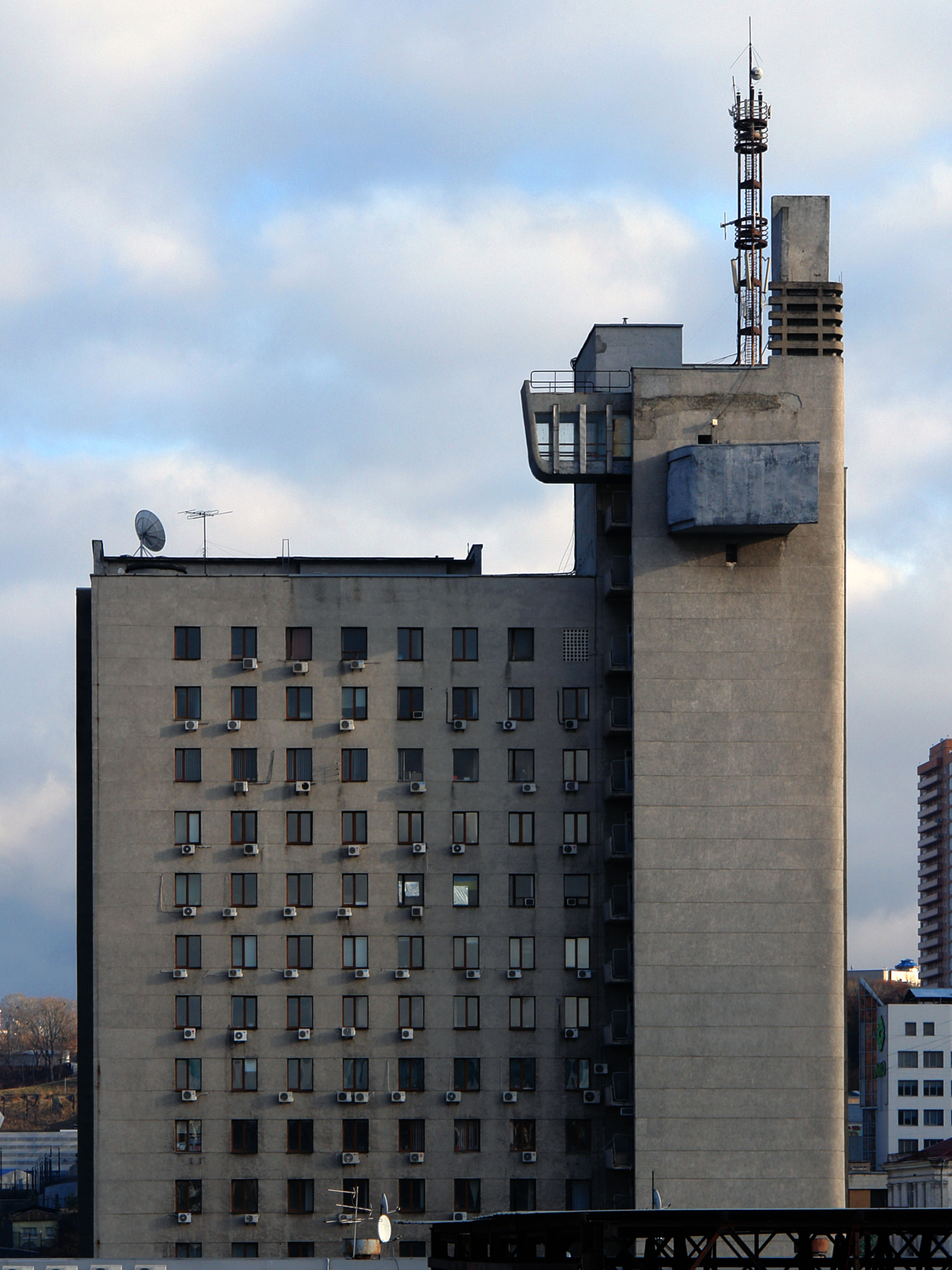
будівля Укравтодору у Києві
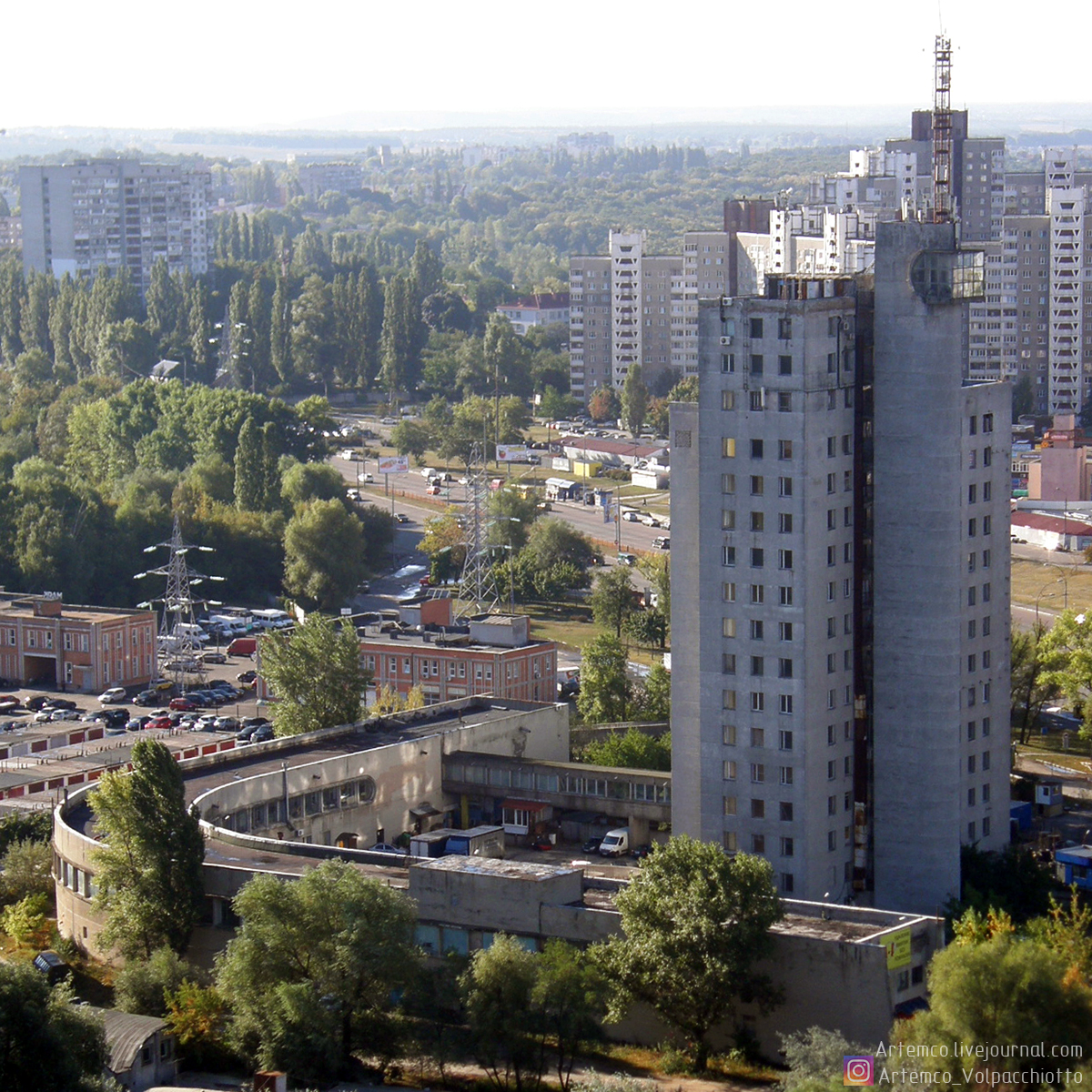
будівля УкрДорЗв'язку у Києві
Готель «Салют» у Києві